# Halle Sainte-Claire
La halle Sainte-Claire est un monument historique situé à Grenoble dans le département de l'Isère, en région Auvergne-Rhône-Alpes.
L'édifice qui date de la fin du XIXe siècle, est installé dans le centre historique de la ville. Celui-ci a été inscrit au titre des monuments historiques le 23 mai 2007. Son architecte est Hector Riondel.

## Situation et accès

### Situation
Ce marché couvert est situé place Sainte-Claire, au bout de la rue Alphand, en plein cœur du centre ancien de la ville de Grenoble, à proximité immédiate de l'office de tourisme, non loin de la zone piétonne, de la cathédrale Notre-Dame de Grenoble et du vestige des remparts romains de Grenoble. 
Le site est toujours utilisé pour accueillir un marché public en activité.

### Accès

#### À pied
Le bâtiment, installé dans la zone piétonne, est accessible aux passants depuis n'importe quel point de la ville.

#### Transports publics
La halle est desservie par les lignes B et D du réseau de tramway de l'agglomération grenobloise. La station porte le nom de l'édifice mais dans un sens inversé avec l'usage du pluriel (Sainte-Claire-les halles) alors que le lieu est constitué d'un unique bâtiment.

## Historique

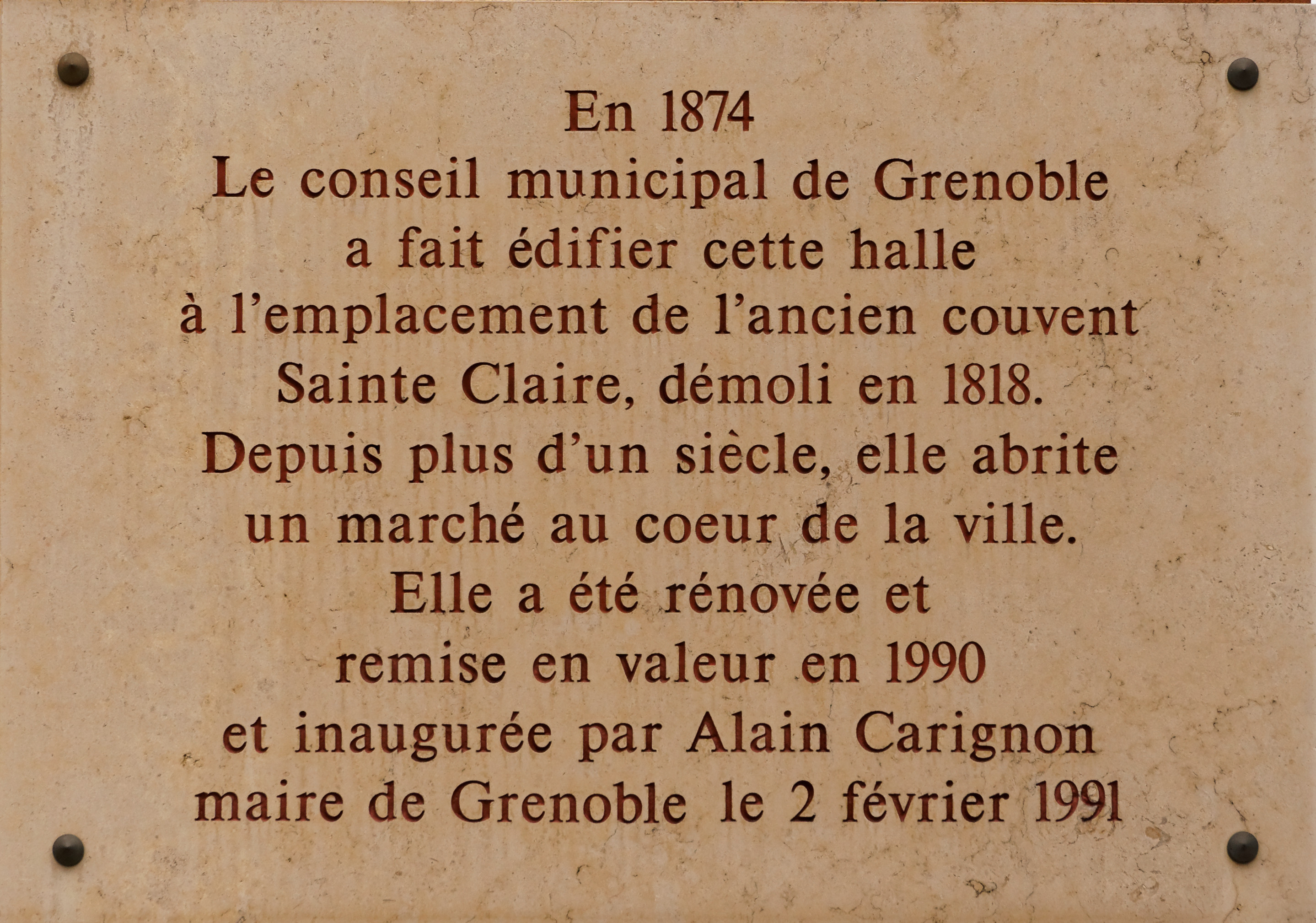
Plaque historique apposée sur la halle.

En 1820, la ville fait l'acquisition du terrain de l'ancien couvent Sainte-Claire pour le remplacer par une place ouverte à la circulation. Un marché est créé dès 1825 avec la création d'une modeste halle agrémentée d'une fontaine en 1830. 
Ce marché remportant un grand succès populaire, des projets d’agrandissement de l'ancienne halle entraînent en 1874 la création d'un nouveau bâtiment.
Jusqu'en 1963, le marché de gros était installé en face de la halle (en lieu et place de l'actuelle maison du tourisme et de la bibliothèque) mais pour des raisons de saturation, celui-ci fut déplacé dans le quartier Alliés-Alpins de Grenoble sous le statut de marché d'intérêt national (MIN).
La halle a été rénovée au début des années 1990.
La halle est toujours utilisée de nos jours (2019) comme marché municipal et s'intègre dans le cadre du secteur commercial formé par le centre piétonnier de Grenoble.

## Description

### Le bâtiment
Ce marché couvert dénommé sous le nom actuel de « halle » a été conçue par Hector Riondel, un architecte local. celui-ci s'est inspiré des halles Baltard à Paris. 
La toiture de l'unique bâtiment repose sur des piliers de fonte, les murs de brique n’étant pas porteurs. La façade présente d’intéressants motifs décoratifs tels que mascarons et acrotères d’angle en forme de têtes de lion. La façade principale est située à l'arrière. Le toit est surmonté d’un lanternon, dont les quatre faces sont munies de persiennes en bois. Un dauphin stylisé orne une fontaine au pied du pignon de la halle.

Quelques photos de la façade de la Halle Sainte-Claire
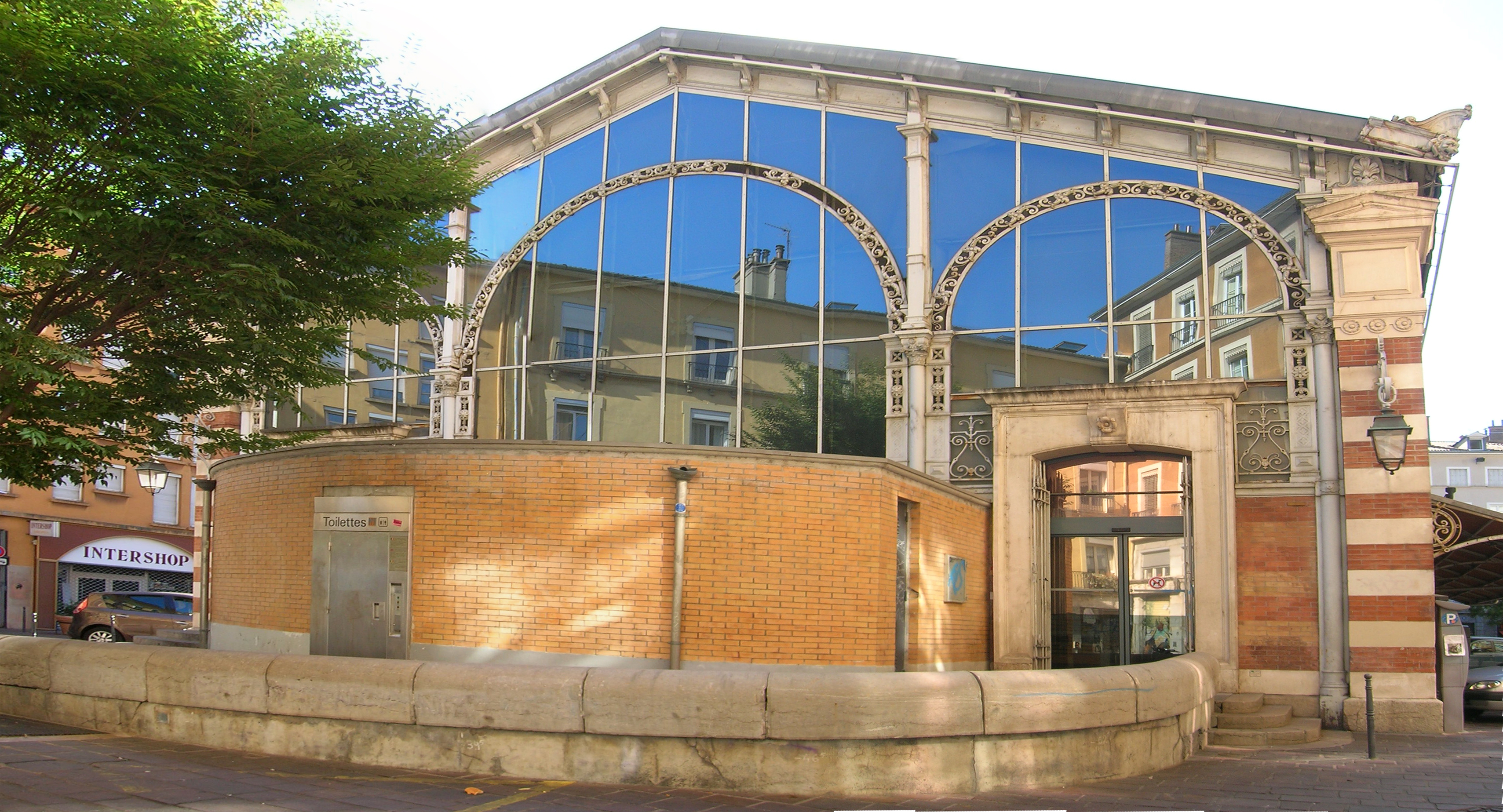
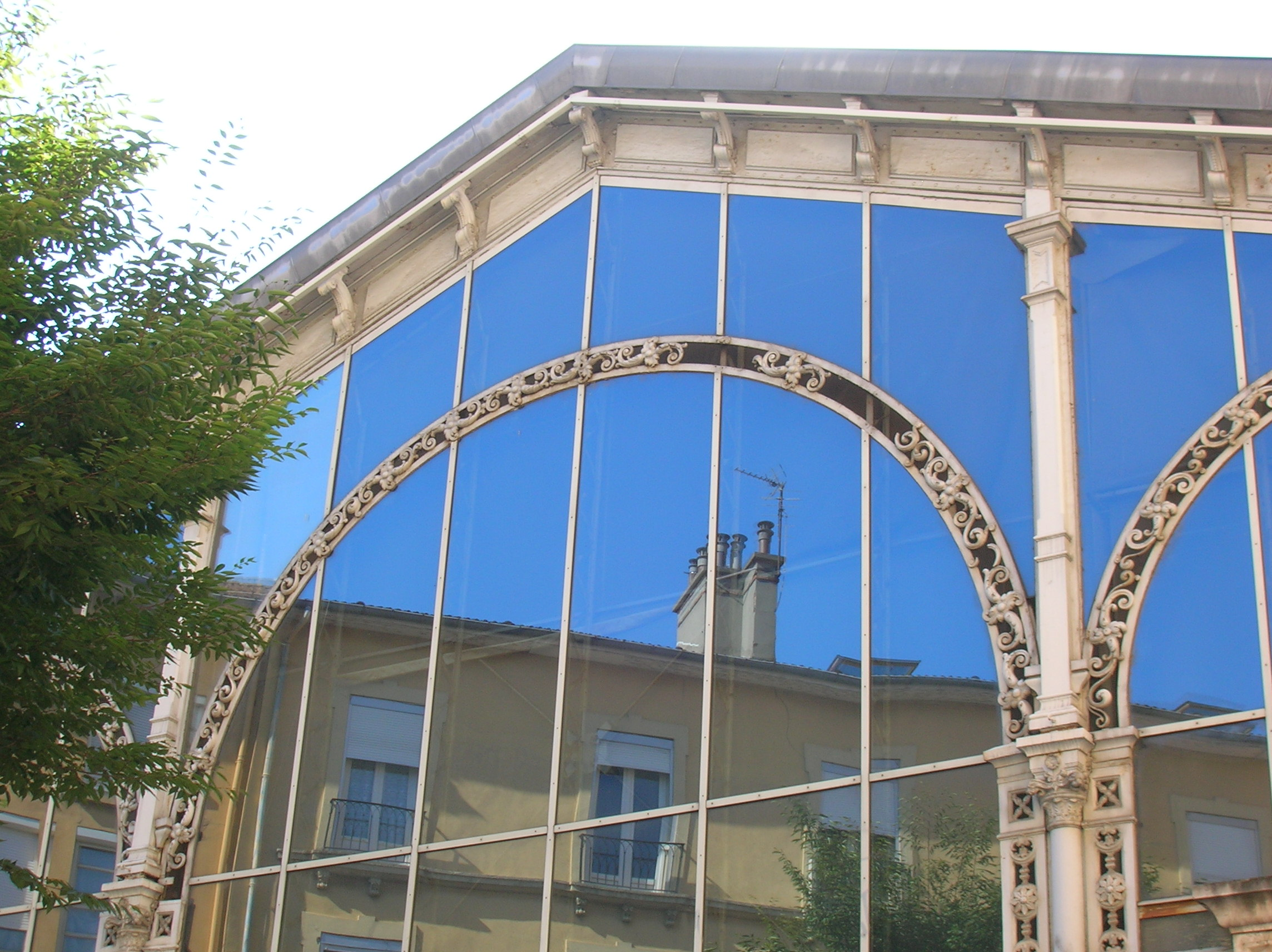
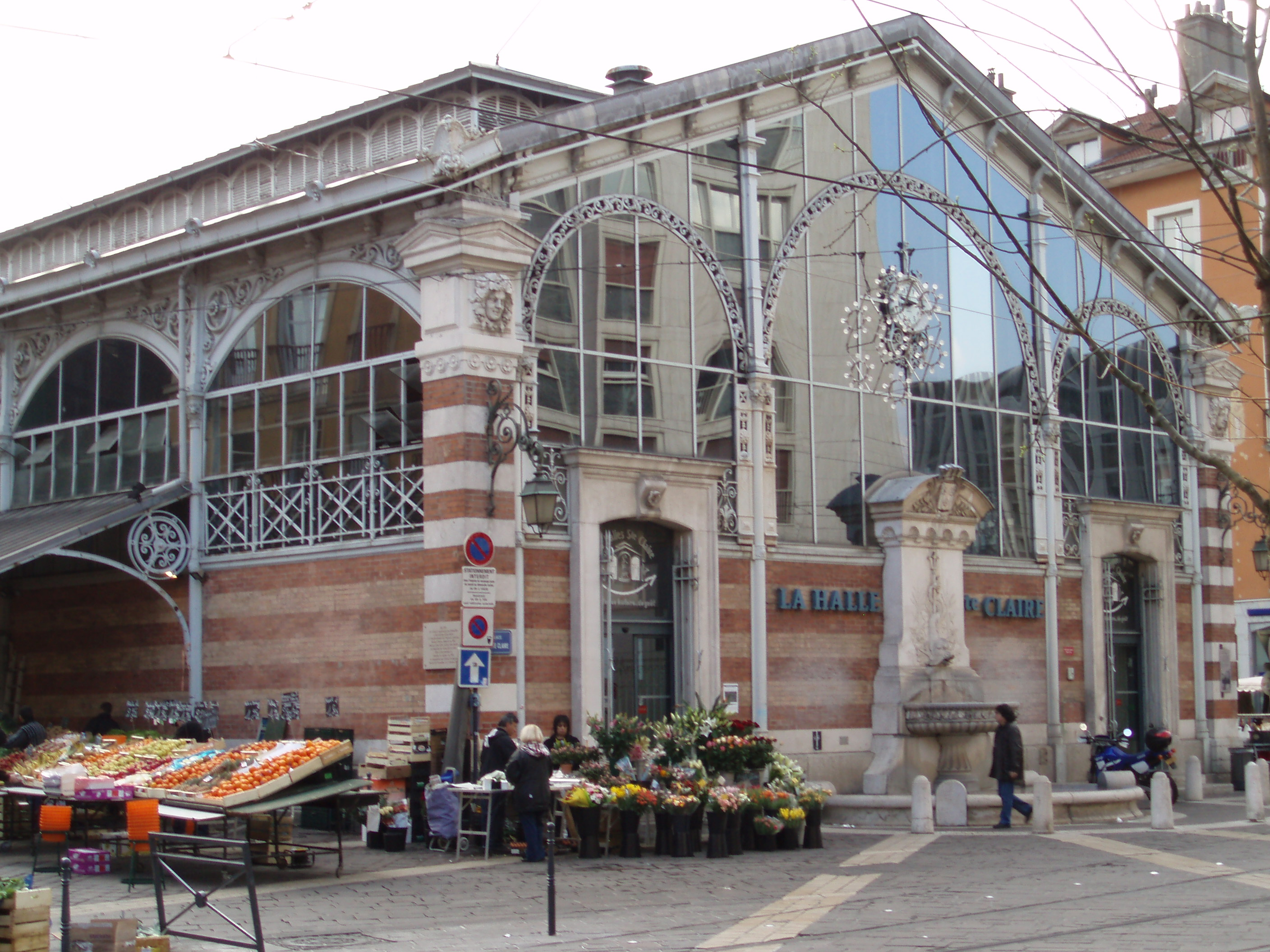
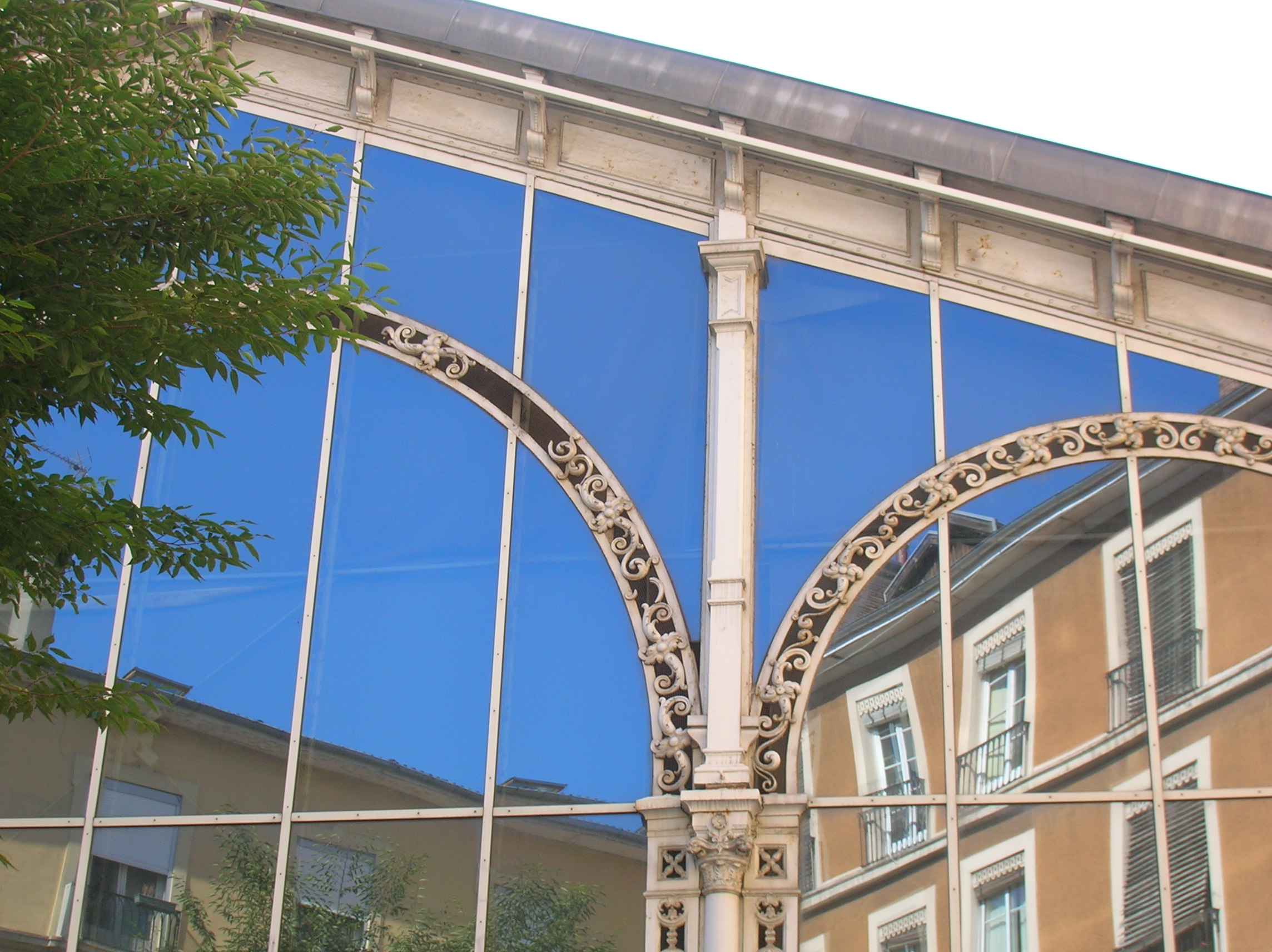
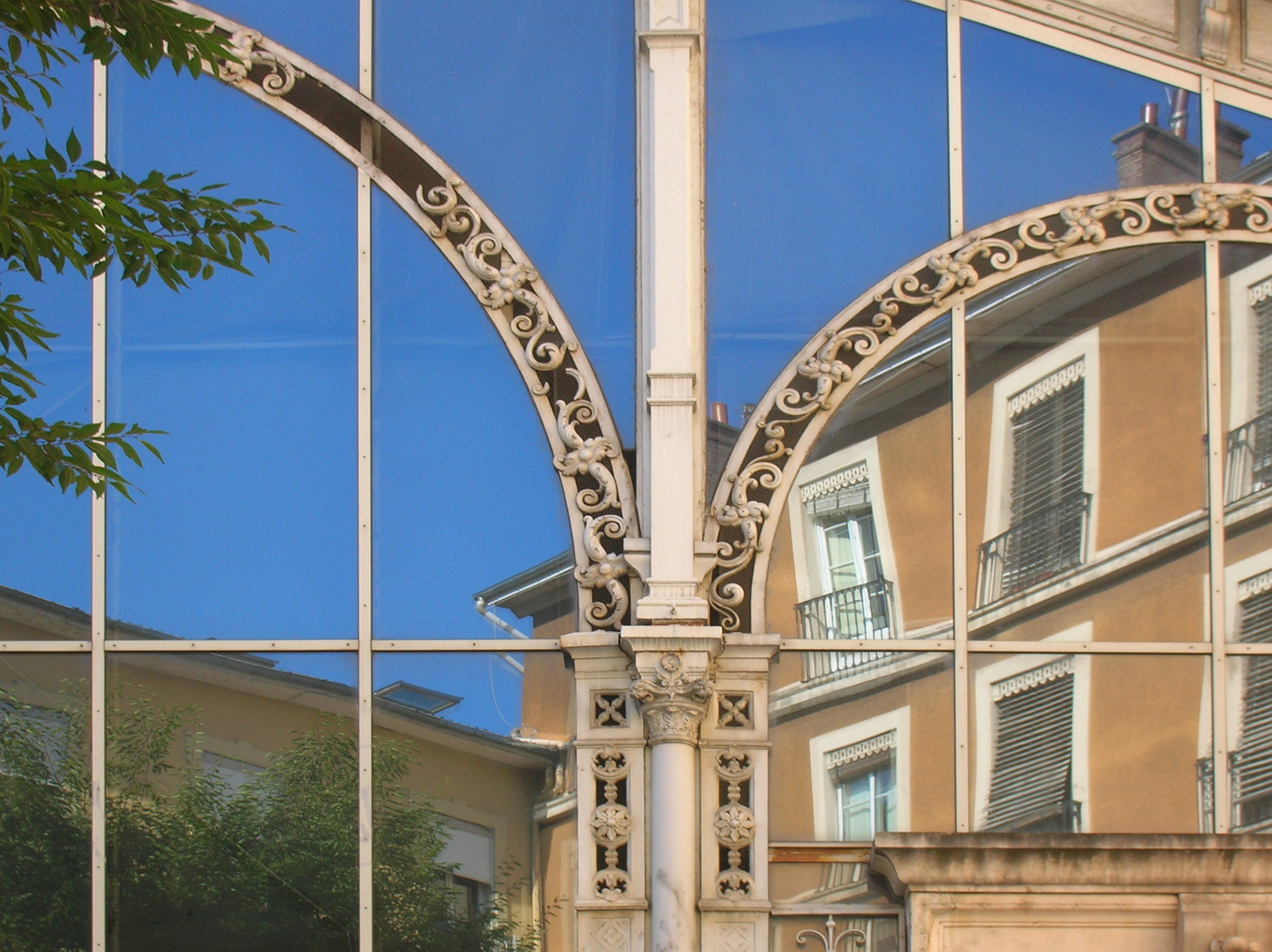
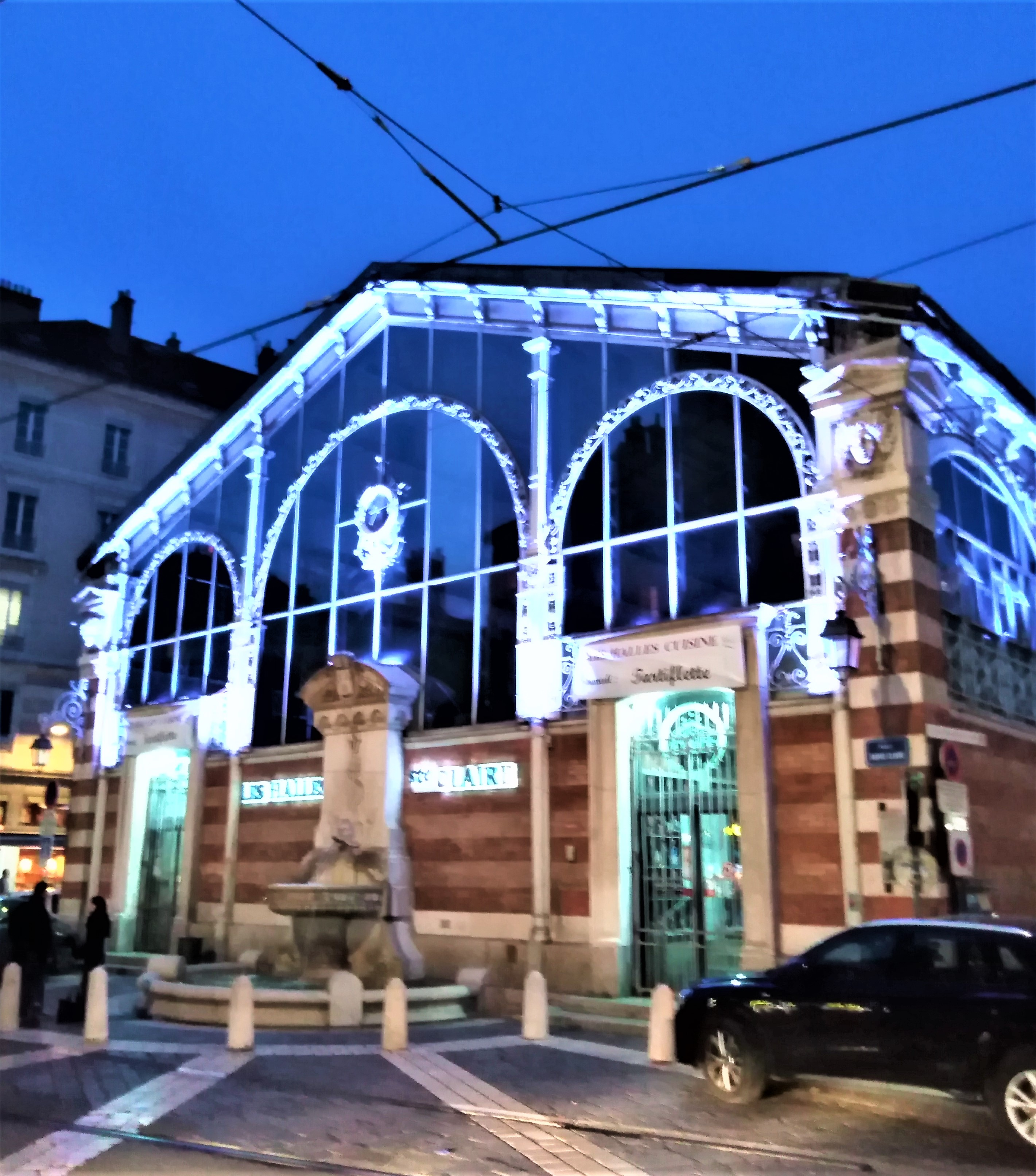

### La fontaine
La fontaine accolée à la façade de la halle a été conçu en pierre de Villebois par le sculpteur Clauses en 1874. Cette œuvre représente un poisson entouré de rayons solaires. 
Trois roses au sommet de la sculpture représentent les pouvoirs de la ville au Moyen-âge et celles-ci figurent encore sur les armoiries de la ville.

Quelques photos intérieures de la Halle Sainte-Claire
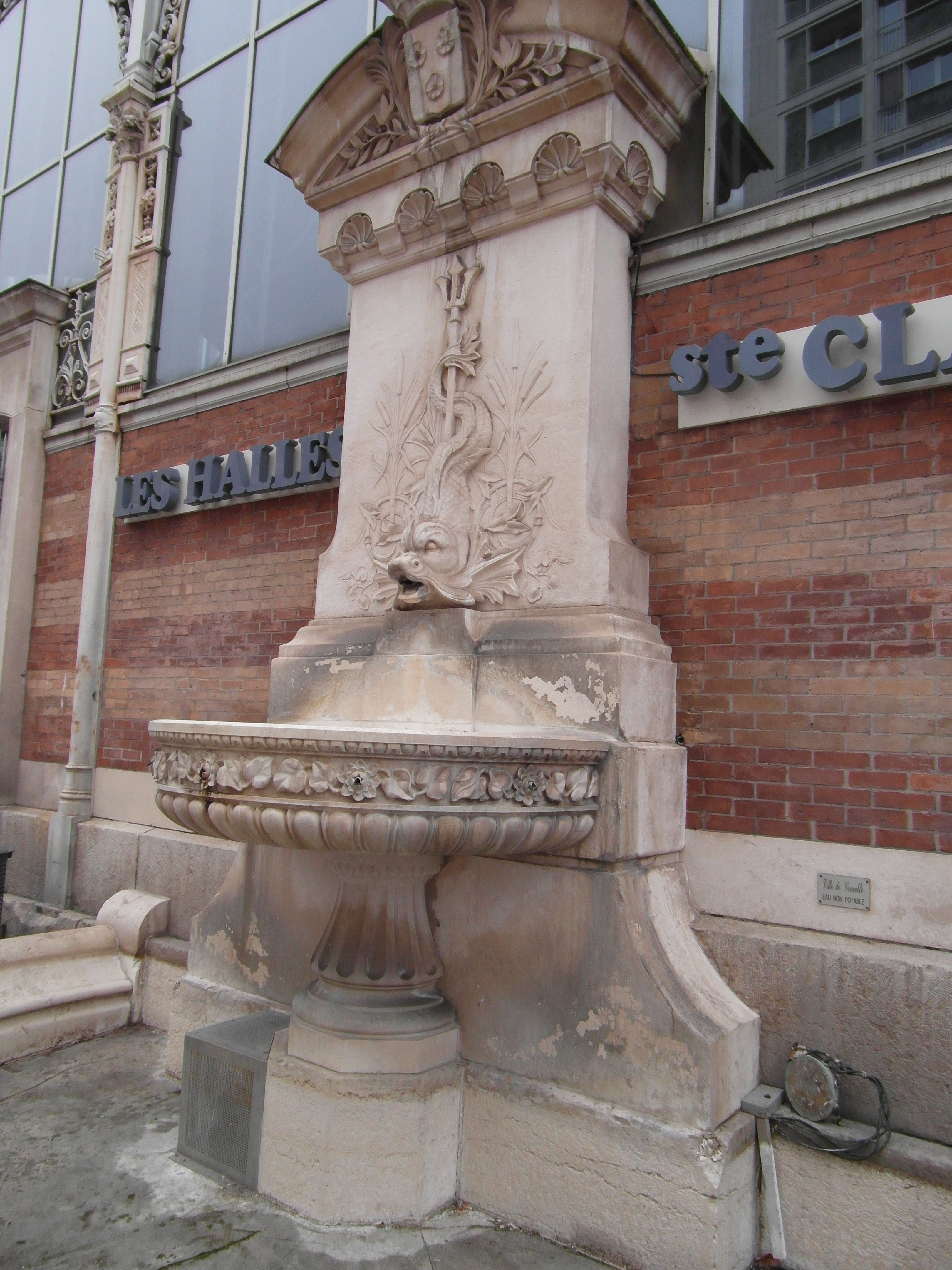
Fontaine
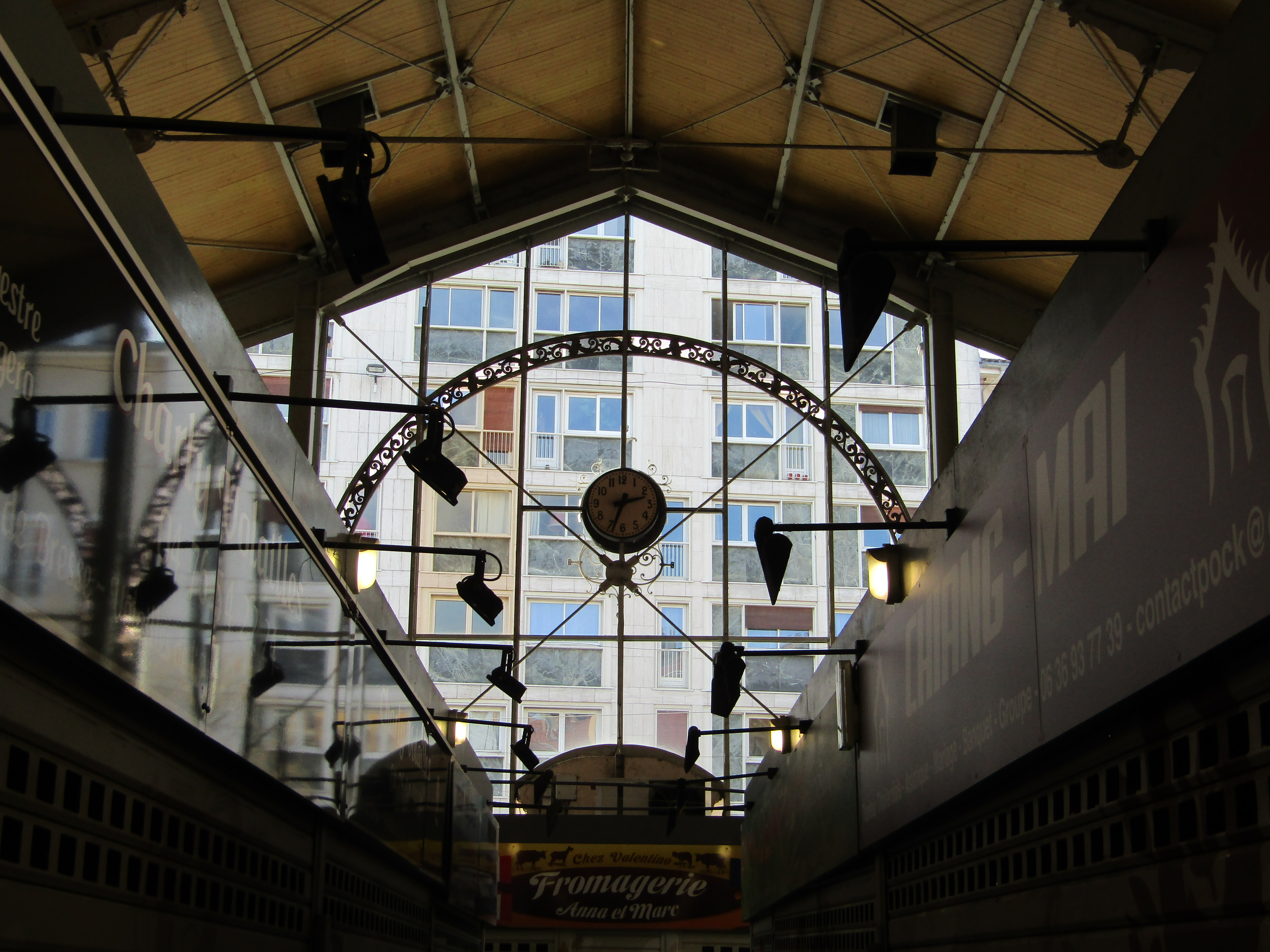
Vue intérieure
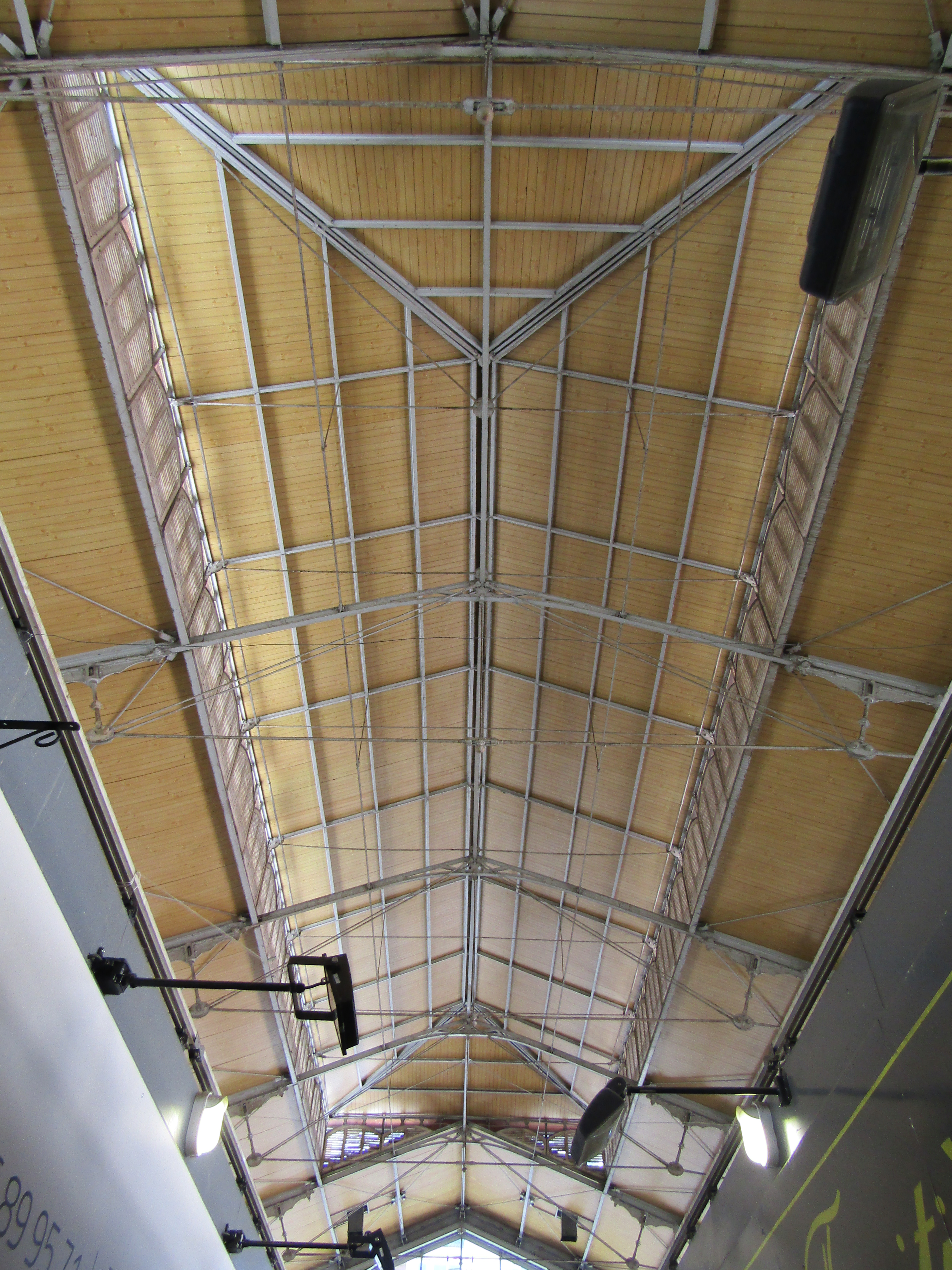
plafond de la halle
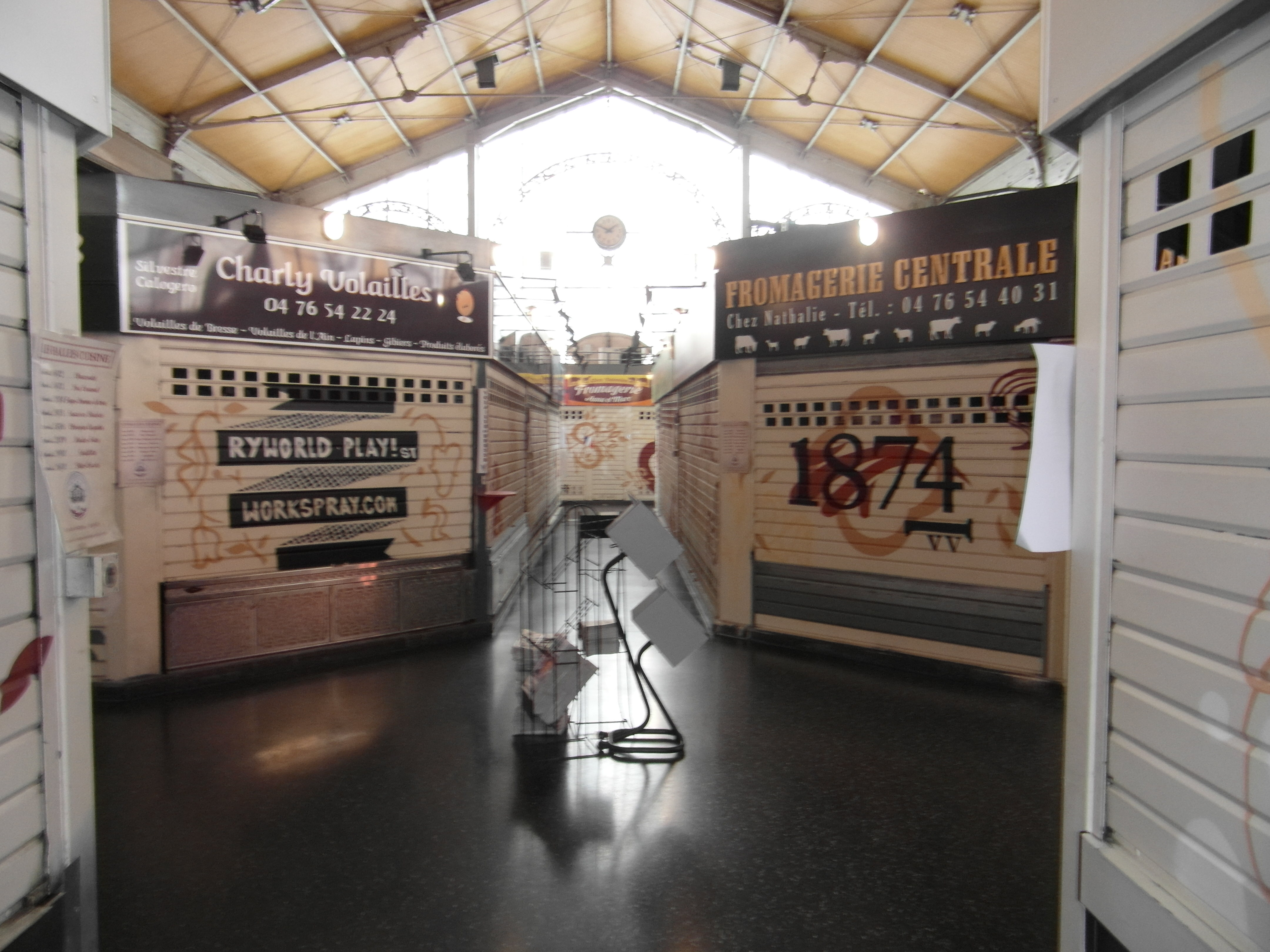
couloir intérieur
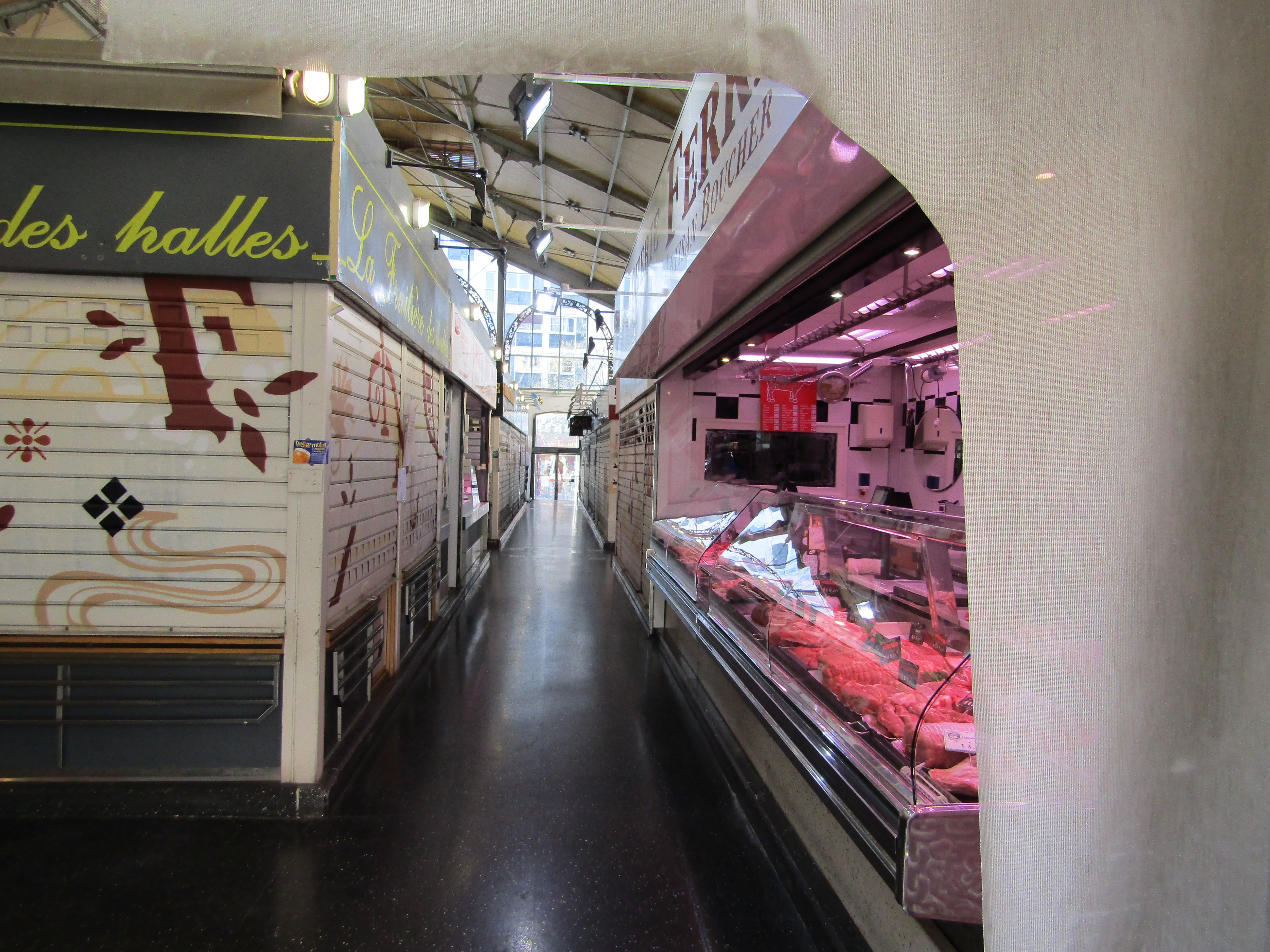
couloir intérieur
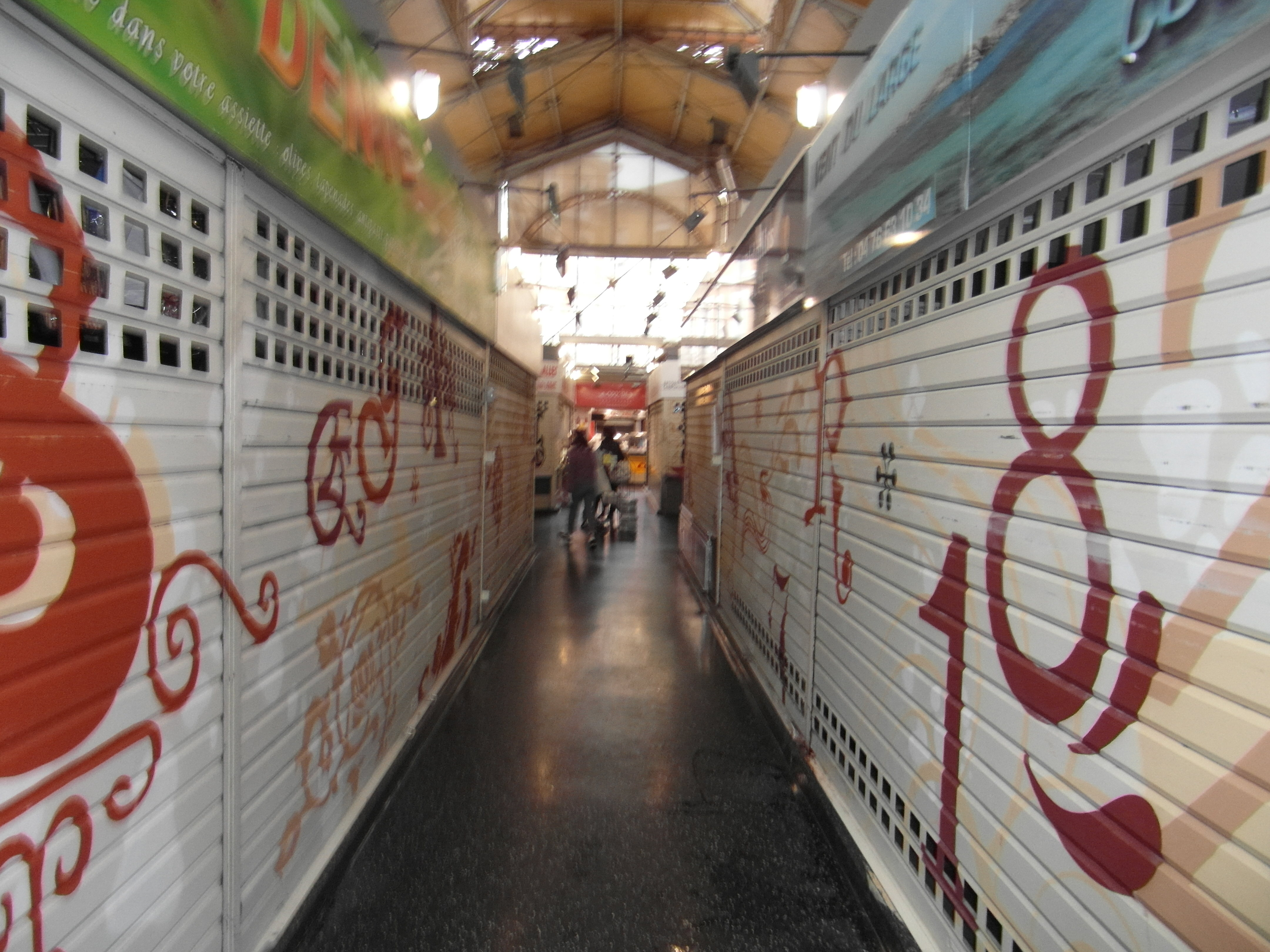
couloir intérieur